# کابوس (فیلم ۱۸۹۶)
کابوس (به انگلیسی: A Nightmare) یک فیلم صامت و کوتاه در ژانر ترسناک به کارگردانی ژرژ ملی‌یس و محصول سینمای فرانسه در سال ۱۸۹۶ است. از بازیگران آن می‌توان به ژرژ ملی‌یس و ژان د آلسی اشاره کرد.